# 창의사
창의사는 강원특별자치도 원주시 행구동에 있다. 2008년 4월 23일 원주시의 향토문화유산 제2008-2호로 지정되었다.

## 지정 사유
창의사는 고려말, 조선초기의 문인이며 조선 태종의 스승이기도한 운곡 원천석을 모신 사당이다. 운곡 원천석 선생은 고려말 정권이 바뀌는 어지러운 상황에서 치악산 자락에 은둔하며 충의를 지킨분이다.

## 같이 보기
- 원천석